# Otakar Černín starší
Otakar Eugen hrabě Černín z Chudenic, uváděn též jako Czernin z Chudenic (2. nebo 12. října 1809 Vinoř – 29. června 1886 Vinoř), byl rakouský a český šlechtic z rodu Černínů z Chudenic a politik, v 2. polovině 19. století poslanec Říšské rady.

## Biografie
Působil jako velkostatkář ve Vinoři u Prahy. V roce 1834 se stal komořím. Byl dvorním radou u všeobecné dvorské komory a prvním viceprezidentem Vlastenecko-hospodářské společnosti. Zastával funkci prezidenta zemědělského krajského spolku v okrese Karlín a do roku 1882 působil i jako okresní starosta v Karlíně. Po jistou dobu rovněž zastával funkci obecního starosty spojených obcí Vinoř, Kbely, Satalice.
V zemských volbách v roce 1861 byl zvolen na Český zemský sněm za kurii velkostatkářskou, nesvěřenecké velkostatky. Mandát obhájil v zemských volbách v lednu 1867. Do sněmu se vrátil v zemských volbách roku 1870. Od roku 1861 do roku 1866 byl náhradníkem zemského výboru a potom v letech 1866–1867 členem zemského výboru. Zastupoval Stranu konzervativního velkostatku, která podporovala český národní a federalistický program.
Zemský sněm ho roku 1871 zvolil i do Říšské rady (celostátní parlament, volený nepřímo zemskými sněmy). Na práci parlamentu se ovšem nepodílel a jeho mandát byl 23. února 1872 prohlášen pro absenci za zaniklý. Později byl doživotním členem Panské sněmovny (jmenovaná horní komora Říšské rady).
Patřilo mu panství Vinoř společně se statky Kbely, Radonice, Corcoviče, Letňany a Satalice. Působil ve funkci předsedy správní rady cukrovaru ve Vinoři. Byl též předsedou správní rady Českomoravské strojírny.
Zemřel v červnu 1886 na vinořském zámku a pochován byl na hřbitově ve Vinoři.
V politice byl aktivní i jeho syn Děpold Černín z Chudenic.

## Rodina
Oženil se 1. srpna 1833 s Rosinou z Colloredo-Waldsee (1. 8. 1815 Praha – 12. 2. 1874 Praha), palácovou dámou, která v průběhu let porodila 9 dětí:
- 1. Oktávie (5. 12. 1834 – 5. 12. 1857), svobodná a bezdětná
- 2. Děpold (1. 5. 1836 Praha – 6. 11. 1893 Dymokury), c. k. komoří (1867) a tajný rada (1891), majitel statku Dymokury se Žlunicemi a Vinoř, manž. 1870 Anna Marie Westphalenová z Fürstenbergu (13. 3. 1850 – 15. 5. 1924 Velké Hlušice)
- 3. Rosina Josefa (15. 12. 1837 Praha – 18. 1. 1904 Chlumec), manž. 1863 Bedřich Josef Westphalen z Fürstenbergu (21. 4. 1830 Münster – 9. 5. 1900 Chlumec)
- 4. Bedřich (6. 8. 1839 – 20. 2. 1842)
- 5. Marie Antonie (3. 1. 1841 – 6. 1. 1874 Praha), dáma Řádu hvězdového kříže, manž. 1871 Ferdinand z Fünfkirchenu (20. 9. 1834 – 18. 12. 1898)
- 6. Josef (20. 2. 1842 Praha – 27. 1. 1923 Praha), vlastnil statek Hořákov na Klatovsku, manž. 1870 Marie Ludovika des Fours (25. 6. 1850 Praha – 22. 5. 1923 Praha)
- 7. Prokop (10. 9. 1843 – 27. 2. 1844)
- 8. Marie (12. 10. 1844 Praha – 2. 2. 1935 Běstvina), manž. 1867 Auguste Pierre Picot de Peccaduc, baron z Herzogenbergu (3. 11. 1840 Litomeřice – 22. 7. 1906 Běstvina)
- 9. Evžen (1. 1. 1851 – 12. 5. 1907), doktor práv (Dr. jur.), c. k. komoří, poslanec říšské rady